# Ulf Behre
Ulf Behre (* 25. Juli 1975) ist ein ehemaliger deutscher American-Football-Spieler.

## Laufbahn
Der Wide Receiver spielte von 1994 bis 2002 für die Braunschweig Lions. Er wurde mit den Niedersachsen 1997, 1998 und 1999 deutscher Meister sowie 1999 Eurobowl-Sieger. In den Spielzeiten 2000 und 2001 verlor Behre mit Braunschweig jeweils das Endspiel die deutsche Meisterschaft. Zeitweilig wurde seine Zeit bei den Lions unterbrochen, als er am William Jewell College im US-Bundesstaat Missouri studierte und spielte. Vor dem Beginn der Bundesliga-Saison 2001 stand der 1,88 Meter große Behre im Frühling und Frühsommer des Jahres bei Berlin Thunder in der NFL Europe unter Vertrag und zählte damit zum Aufgebot der Mannschaft, die in dieser Saison den World Bowl gewann.
Mit der deutschen Nationalmannschaft wurde Behre 2001 Europameister.
Der studierte Betriebswirt und Versicherungsrechtler wurde beruflich im Versicherungswesen tätig.